# Vienna Challenger 1984
Il Vienna Challenger 1984 è stato un torneo di tennis facente parte della categoria ATP Challenger Series nell'ambito dell'ATP Challenger Series 1984. Il torneo si è giocato a Vienna in Austria dal 5 all'11 marzo 1984 su campi in sintetico indoor.

## Vincitori

### Singolare
Jan Gunnarsson ha battuto in finale  John Sadri con il punteggio di 6–3, 6–3

### Doppio
Bruce Manson /  David Pate hanno battuto in finale  Peter Bastiansen /  Michael Mortensen con il punteggio di 6–3, 6–4